# Laid Thénardier
Laid Thénardier est un groupe de rock alternatif français, originaire de Juvisy-sur-Orge, dans l'Essonne. Il mélangeait des influences punk rock, reggae, new wave et hip-hop. Le groupe utilisait une boite à rythme comme de nombreux groupes de l'époque. Il a côtoyé sur scène des groupes comme les Bérurier Noir ou Ludwig von 88 et finit par intégrer une section cuivre.

## Biographie
Laid Thénardier est formé en 1984 à Juvisy-sur-Orge, dans l'Essonne, par Buzz Barbar (chant), Mix (guitare), Sinus (claviers), Tony Aigri (batterie) et Docteur Justice (basse). Tony Aigri, à cette période batteur au sein du groupe Les Brigades, ne reste que six mois au sein de Laid Thénardier, et est par la suite remplacé par une boite à rythmes. Concernant la création du groupe, Doc Justice explique que : « Quand on a monté le groupe, on ne savait pas jouer… Le propulseur a été François, le premier batteur des Brigades. C’était un très bon pote, il habitait la même banlieue que nous. » À ses débuts, le groupe se revendique « 50% rebeus, 100% relous ». Leurs paroles sont totalement politiques.
Ils signent au label Samedi Soir, Dimanche Matin, et publient un premier EP intitulé Le Cou tranché, sourire Kabyle, en 1987. L'année suivante, en 1988, ils publient Voyez comme on s'haine, cette fois au label V.I.S.A. Voyez comme on s'haine évoque les incidents survenus en Nouvelle-Calédonie entre mai et avril 1988, avec la prise d'otages d'Ouvéa. L'album marque une direction musicale plus poussée reggae, mais aussi l'arrivée d'une section cuivre. En 1990, Laid Thénardier publie son troisième et dernier album, Il pleut des coups durs, toujours chez V.I.S.A. La même année, Doc Justice doit effectuer l'armée, et le reste du groupe décide de se séparer.

## Membres
- Docteur Justice - basse
- Buz Barbar - chant
- Mox - guitare
- Sinus - claviers
- Robert Obscène - beat-box

## Discographie
- 1987 : Le Cou tranché, sourire Kabyle (EP ; Samedi Soir, Dimanche Matin)
- 1988 : Voyez comme on s'haine (V.I.S.A.)
- 1990 : Il pleut des coups durs (V.I.S.A)